# قس

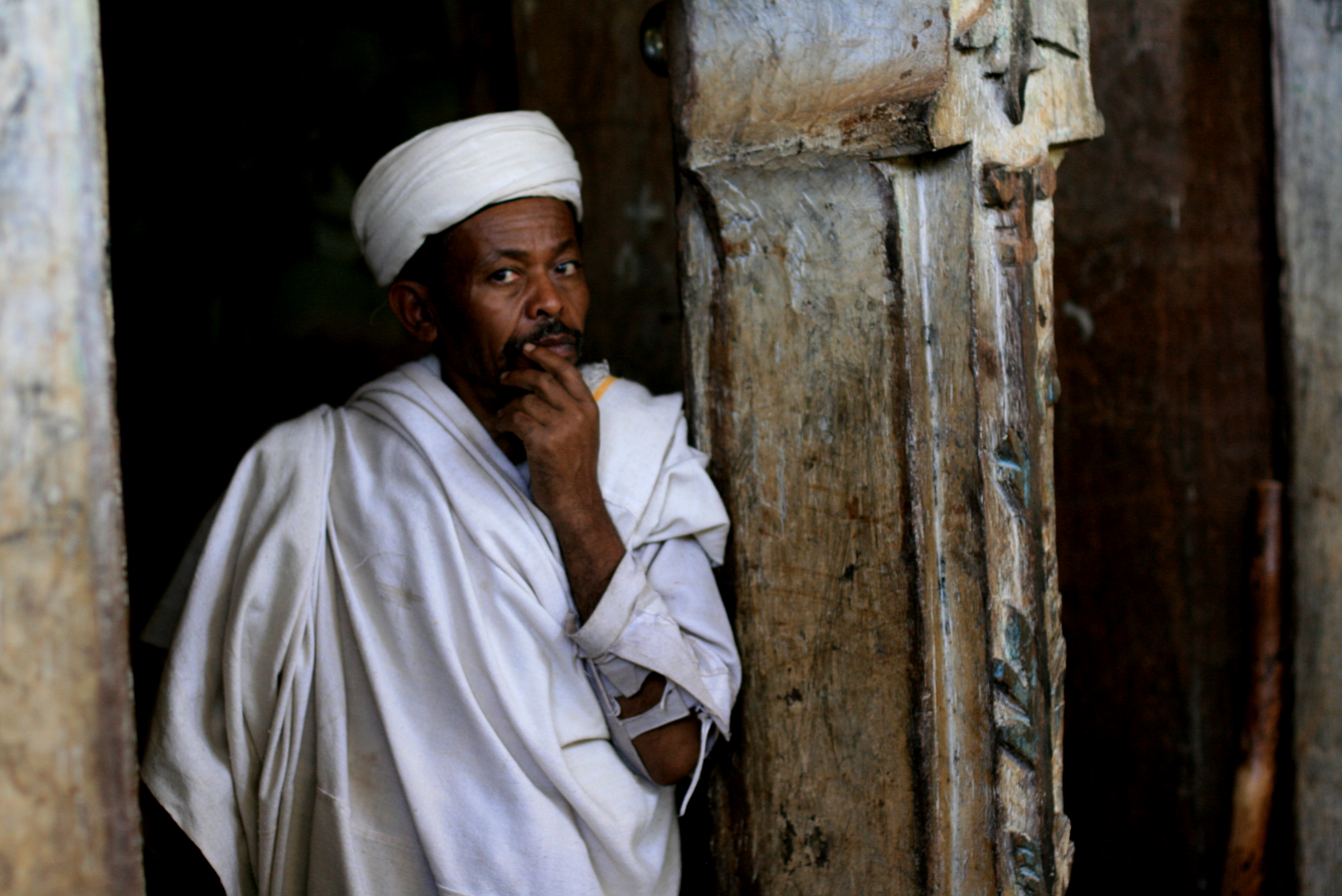
قسيس من كنيسة التوحيد في بحر دار.

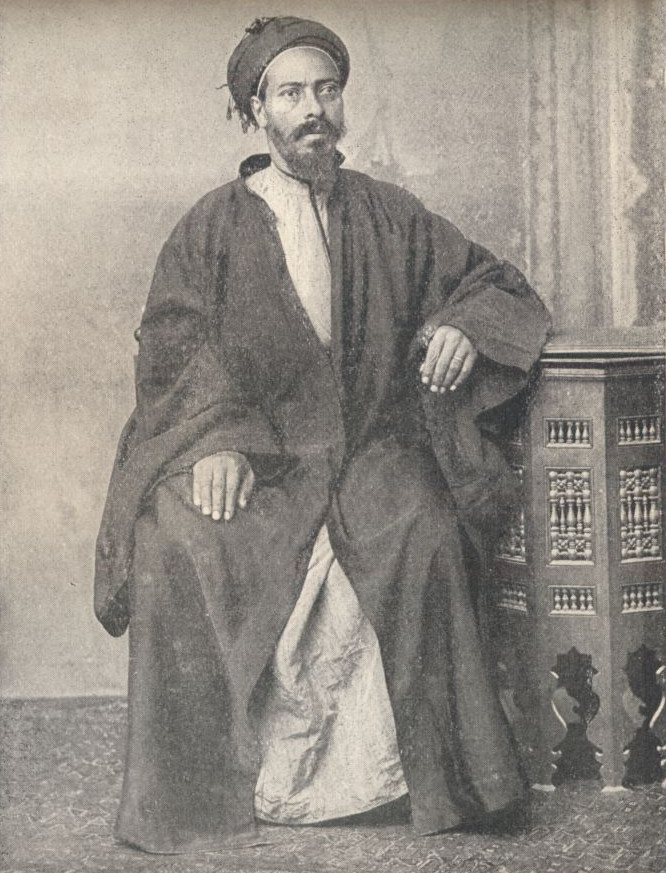
قسيس من أقباط مصر يرتدي عمة سوداء تقليدية سنة 1918م.

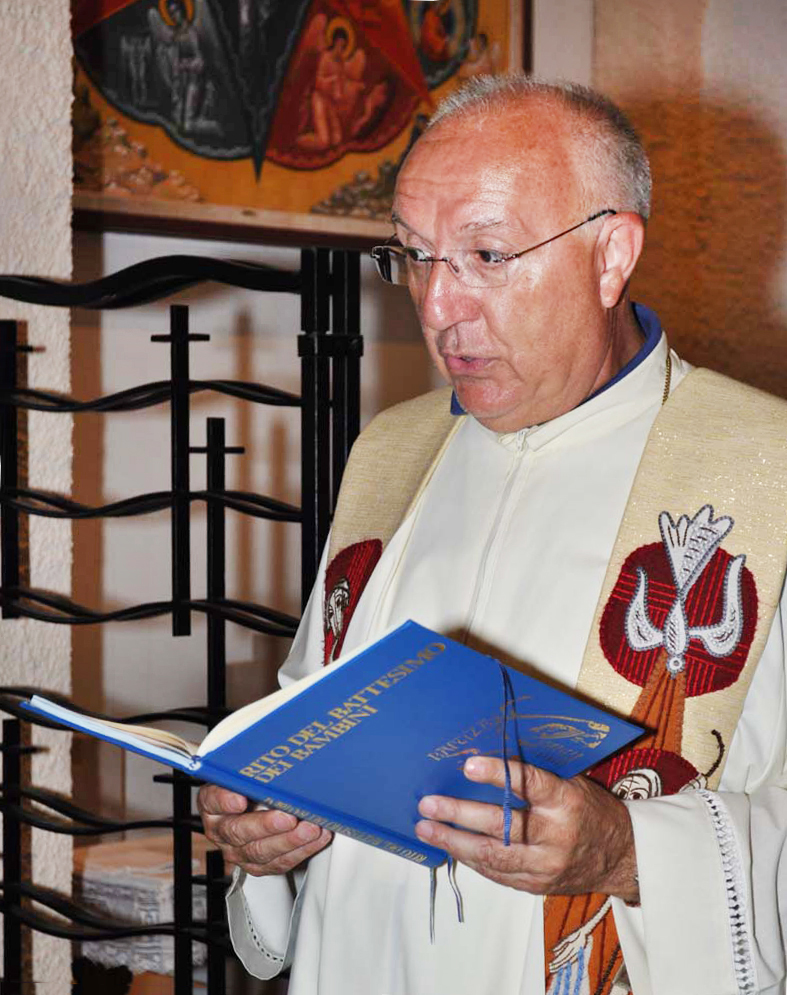
قس من الكاثوليك خلال المعمودية

قَسٌّ (الجمع: قُسُوس) أو قِسِّيسٌ (الجمع: قِسِّيسُونَ، قَسَاوِسَة) أو الكاهن أو الخوري مرتبة كهنوتية في الديانة المسيحية. أسسها السيد المسيح ( يسوع ) بحسب التقليد المسيحي عندما اختار تلاميذه الإثني عشر ثم السبعين رسولاً. وقد تحدث عنها بولس في رسالته للعبرانيين قائلاً: "وَلاَ يَأْخُذُ أَحَدٌ هذِهِ الْوَظِيفَةَ بِنَفْسِهِ، بَلِ الْمَدْعُوُّ مِنَ اللهِ، كَمَا هَارُونُ أَيْضًا". الوظيفة الرئيسية للقس هي التعميد، والوعظ وإرشاد المسيحيين والسماع إلى اعترافاتهم.

## معنى كلمة قس
أصل الكلمة يرجع إلى اللفظة السريانية "ܩܫܝܫܐ" قشيشا، وتعني شيخ أو رجل ذو مرتبة عالية، وتقابلها في اليونانية كلمة (ابريسفيتيروس) بمعنى شيخ أيضا، والكاهن يسمى شيخا نظرا لأهمية وظيفته ومكانته وتوقيرا له حتى ولو لم يصل إلى سن الشيخوخة بعد.

## من هو القس
هو كاهن الكنيسة والاب الروحي لشعب المؤمنين ووجوده هو تطبيق لسر (الكهنوت) وهو أحد اسرار الكنيسة السبعة (المعترف بها لدى الطوائف الأرثوذكسية والكاثوليكية)، تتركز مهام القس فيما يلى:
1. إقامة الصلوات والطقوس الدينية: مثل صلاة القداس الالهى وتقديم سر التناول (أفخارستيا)، طقوس المعمودية (سر المعمودية)، صلاة الإكليل أو الزواج الديني، صلاة التجنيز على الموتى، صلوات المرضى وتبريك المنازل.
2. التعليم: الوعظ الديني والتعليم وتفسير للكتب الدينية.
3. الإرشاد الروحي: تلقى الاعترافات (سر الاعتراف)، افتقاد المؤمنين وتقديم الإرشاد الروحي لهم.

## رتبة القسيسية
هي ثاني الرتب في الـرتب الكهنوتية المسيحية(اكليروس) وهي تعلو رتبة (الشموسية-شماس) وتعلوها رتبة (الاسقفية-أسقف)، وتنقسم إلى ثلاث درجات حسب حجم ونطاق الخدمة التي يقدمها القس، وهي مرتبة تصاعديا كالتالى:
1. القس: وهو أحد كهنة الكنيسة.
2. القمص: كبير القسوس في الكنيسة، وكلمة (قمص) مشتقة من كلمة يونانية بمعنى مدير أو مقام.
3. الخورى ابسكوبس: معاون الاسقف (خاصة في القرى)، وكلمة (خورى ابسكوبس) كلمة يونانية معناها اسقف القرى أو الحقول.

## معلومات
1. ↑  هو اسم رتبة كنسية تستخدم في بلاد الشام خصوصاً استخدامًا يكافئ القس.